# Marsz Sybiraków

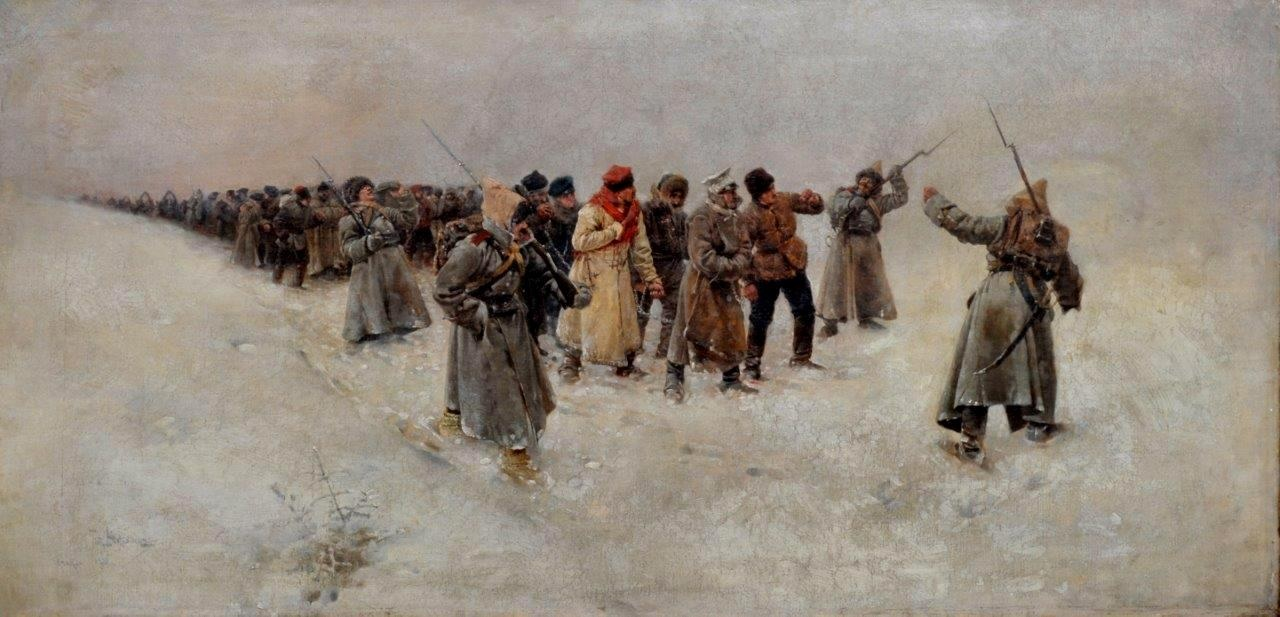
Pochód na Sybir, obraz autorstwa Piotra Stachiewicza

Marsz Sybiraków – polska pieśń patriotyczna i hymniczna. Powstała w latach 90. XX w. Autorem tekstu był Marian Jonkajtys (Sybirak), a kompozytorem – Czesław Majewski. 
Pieśń Marsz Sybiraków jest współczesnym hymnem Związku Sybiraków, który ponownie działa od 1989. Tekst opiewa historię i męczeństwo Polaków, którzy przymusowo zostali zesłani na Syberię.

## Tekst
1. Z miast kresowych,

wschodnich osad i wsi,

Z rezydencji, białych dworków i chat

Myśmy wciąż do Niepodległej szli,

Szli z uporem, ponad dwieście lat!
2. Wydłużyli drogę carscy kaci,

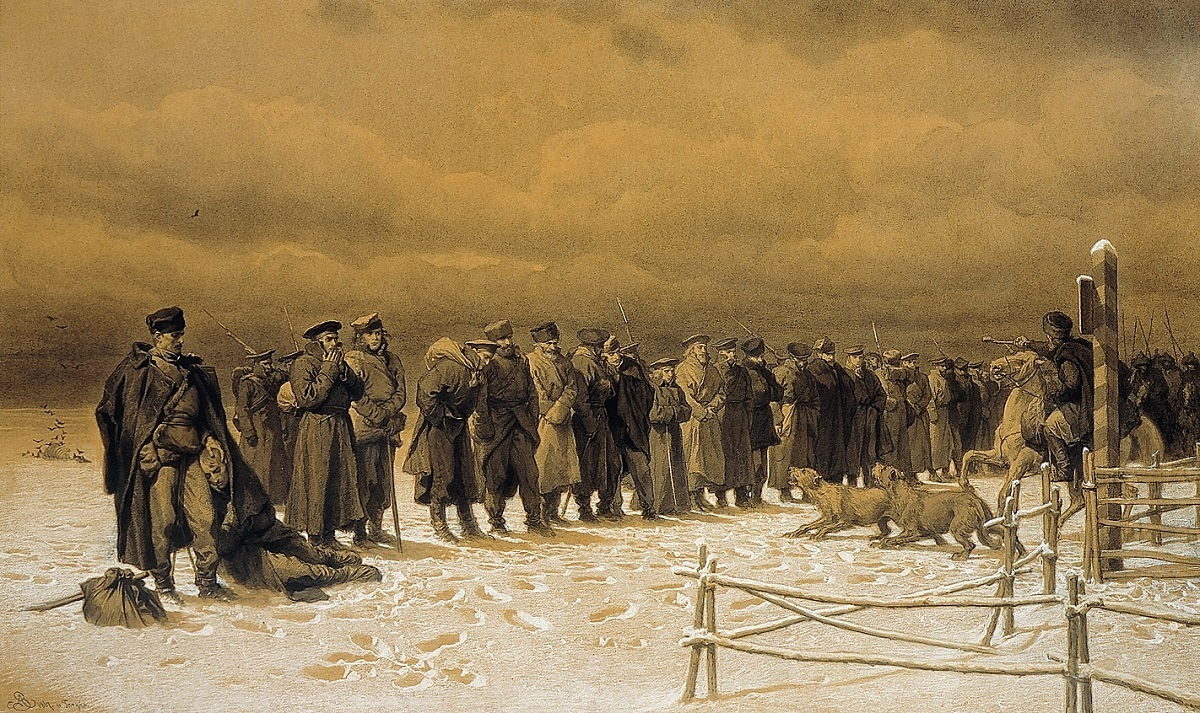
Pochód na Syberię, obraz autorstwa Artura Grottgera

Przez Syberię wiódł najkrótszy szlak

I w kajdanach szli Konfederaci

Mogiłami znacząc polski trakt...
3. Z Insurekcji Kościuszkowskiej,

z powstań dwóch,

Szkół, barykad Warszawy i Łodzi;

Konradowski unosił się duch

I nam w marszu do Polski przewodził.
4. A myśmy szli i szli – dziesiątkowani!

Przez tajgę, stepy – plątaniną dróg!

A myśmy szli i szli – niepokonani!

Aż „Cud nad Wisłą” darował nam Bóg!
5. Z miast kresowych,

wschodnich osad i wsi,

Szkół, urzędów i kamienic i chat:

Myśmy znów do Niepodległej szli,

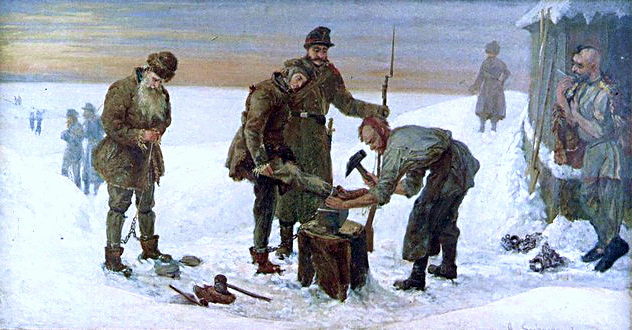
Wieczór – Zakładanie kajdan, obraz autorstwa Aleksandra Sochaczewskiego

Jak z zaboru, sprzed dwudziestu lat.
6. Bo od września, od siedemnastego,

Dłuższą drogą znów szedł każdy z nas:

Przez lód spod bieguna północnego,

Przez łubiankę, przez Katyński Las!
7. Na nieludzkiej ziemi znów polski trakt

Wyznaczyły bezimienne krzyże...

Nie zatrzymał nas czerwony kat.

Bo przed nami Polska – coraz bliżej!

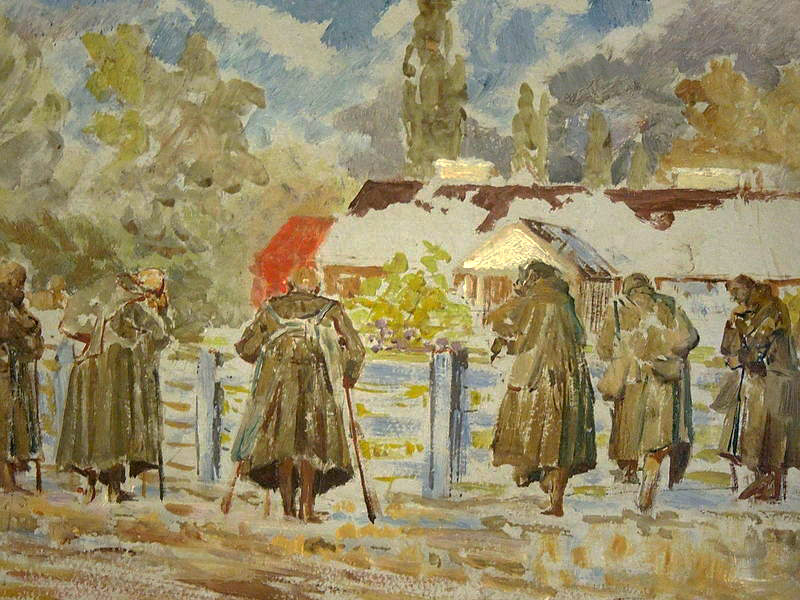
Powrót Sybiraków, obraz autorstwa Jacka Malczewskiego

8. I myśmy szli i szli – dziesiątkowani!

Choć zdradą pragnął nas podzielić wróg...

I przez Ludową przeszliśmy – niepokonani

Aż Wolną Polskę raczył wrócić Bóg!